# Instituto Superior de Ciencias Educativas
El ISCE (Instituto Superior de Ciências Educativas) es una institución politécnica portuguesa y privada de educación superior, localizada en Odivelas, y que ofrece cursos en distintas áreas educativas, incluyendo educación inicial (o educación preescolar), animación cultural, educación física, educación primaria, educación digital y multimedia y turismo.
Fue fundado en 1984 y finalmente autorizado como centro de educación superior en el año 1988 (decreto-ley nº 415/88). ISCE también tiene instalaciones operando en Penafiel.
El 'ISCE' está vinculado a:
- UNESCO Associated Schools Project Network (UNESCO ASPNet)[4]
- AEDESP (miembro fundador)
- AIEJI
- EUROHDIR
- SÓCRATES / ERASMUS (miembro participante)
- LEONARDO DA VINCI (miembro participante)

También está asociada con Picapau e ICE, escuelas que ofrecen educación a nivel primario y secundario.